# Doggerland

Mapa que muestra las hipotética dimensiones de Doggerland (c. 8000 a. C.). Proporcionaba un puente de tierra entre la isla de Gran Bretaña y la Europa continental.

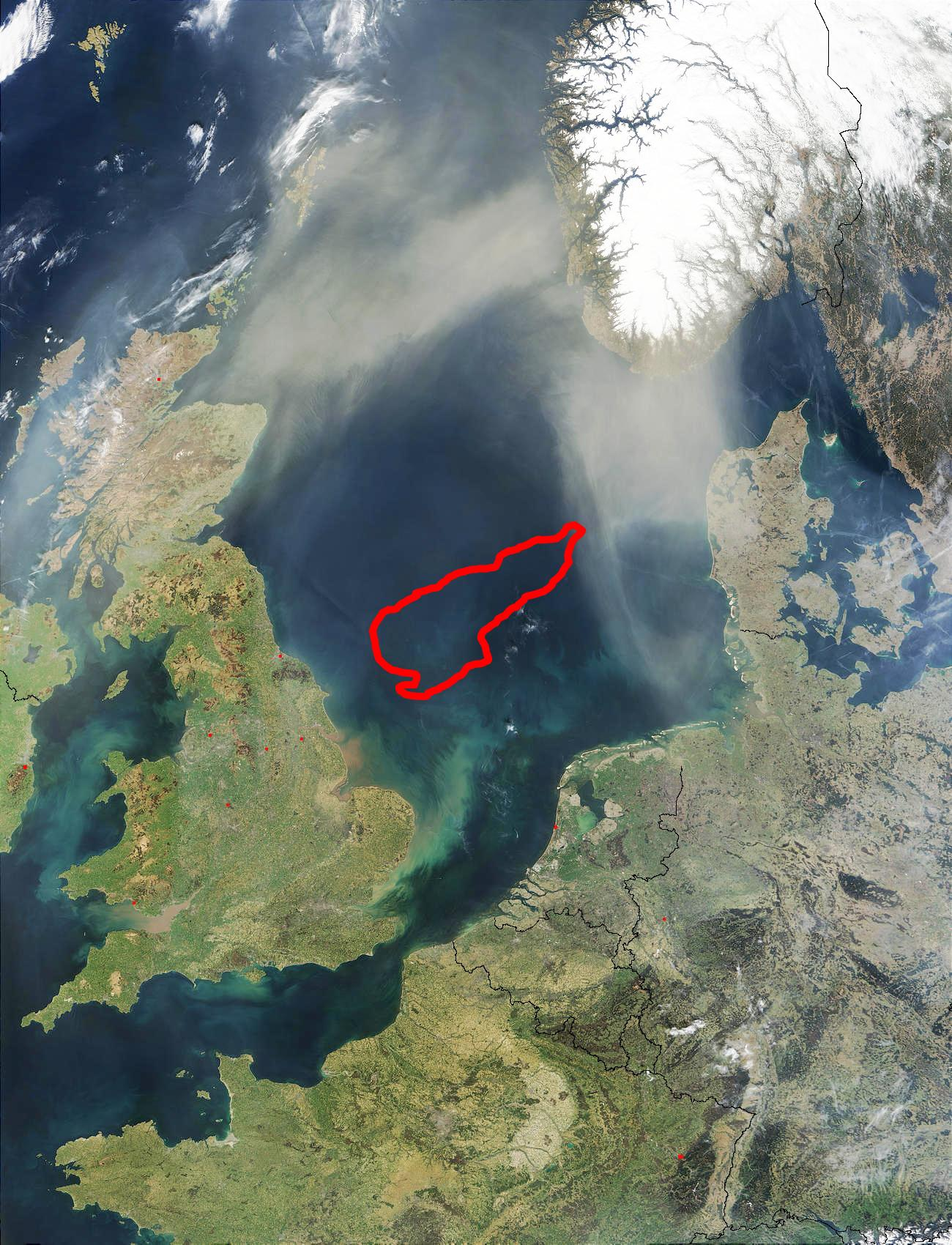
La línea roja marca el Banco Dogger, el cual es probablemente una morrena formada en el Pleistoceno.

Doggerland (Doguerlandia en castellano) es el nombre dado por arqueólogos y geólogos a una antigua masa de tierra en el sur del mar del Norte, que conectaba la isla de Gran Bretaña con el continente europeo durante y después de la última Edad de Hielo. Se mantuvo emergida hasta 6500 o 6200 a. C., aunque poco a poco fue tragada por el aumento del nivel del mar. Estudios geológicos han sugerido que Doggerland fue una gran área de tierra seca que se extendía desde la costa este británica y frente a la actual costa de los Países Bajos hasta las costas occidentales de Alemania y Dinamarca. Fue probablemente un hábitat rico con asentamientos humanos en el período mesolítico.

## Marco teórico
El potencial arqueológico de la zona se planteó a principios del siglo XX, pero el interés se intensificó en 1931, cuando un barco de arrastre faenando entre los bancos de arena y bajíos de los bancos Leman y Ower al este de The Wash sacó a relucir una elegante cornamenta de púas que data de una época en que la zona era una tundra. Con posterioridad, otros barcos han extraído restos de mamuts y leones, entre otros restos de animales terrestres, y un pequeño número de herramientas prehistóricas y armas que utilizaban los habitantes de la región.

## Desaparición

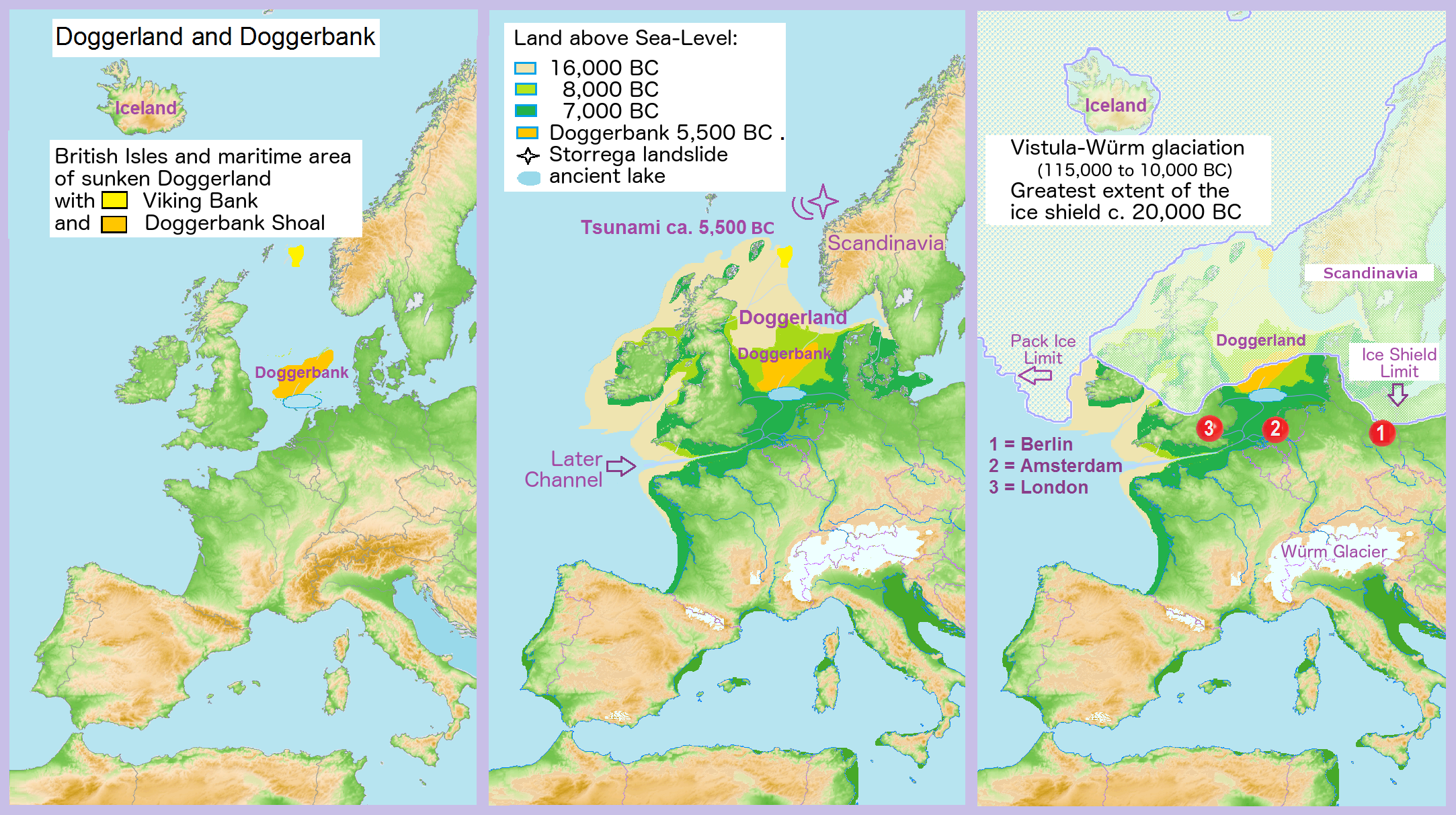
Mapa que muestra la extensión hipotética de Doggerland desde la Glaciación Weichseliense hasta la situación actual

Como los niveles de los mares y océanos subieron después del fin de la última etapa glacial de la era de hielo actual, Doggerland comenzó a sumergirse en el mar del Norte, aislando la península británica de Europa continental, aproximadamente en 6500 a. C.
Se cree que el Banco Dogger, que era una tierra alta de Doggerland, se mantuvo como isla hasta el 5000 a. C. Antes de inundarse completamente, Doggerland fue una planicie ondulante con sistemas de ríos con meandros asociados a canales y lagos. Etapas claves se creen ahora que incluyeron la evolución gradual de bahías con una gran marea entre Inglaterra y el banco Dogger oriental en el 7000 a. C., con un aumento rápido del nivel del Mar produciendo que el Banco Dogger se convirtiera en una Isla y que Gran Bretaña finalmente se desconectara del continente. Este aumento coincide con la inundación del Ponto Euxino.
Una hipótesis más reciente es que gran parte de las tierras costeras restantes, ya muy reducidas en tamaño respecto de la superficie original, se inundaron en un maremoto alrededor de 6200 a. C. (aproximadamente 8200 AP) causado por un corrimiento de tierra submarino cerca de la costa de Noruega, conocido como el Corrimiento Storegga. Esta teoría sugiere que el maremoto derivado de este corrimiento de tierra fue devastador para cualquier población mesolítica costera. Después del tsunami de Storegga parece que Gran Bretaña finalmente se separó del continente y cada uno siguió su propio Mesolítico.
El área es de vital importancia para los arqueólogos, ya que el rápido incremento del nivel del mar sepultó y permitió la conservación del modo de vida que tenían los grupos humanos primitivos europeos sin alteraciones. Recientes descubrimientos permitieron conocer un yacimiento de 8.400 años de antigüedad, sumergido a siete metros de profundidad. En él se hallaron restos de fauna marina, como peces y focas, que indican que la explotación de recursos acuáticos era más común de lo que se pensaba en la región. Algunos de los vestigios hallados son: herramientas de piedra con mangos de madera, arcos de caza, restos de huesos de animales, y hasta estructuras de pesca como trampas, cercas y lanzas para peces.